# Rewolucja belgijska
Rewolucja belgijska (niderl. Belgische Revolutie, fr. Révolution belge) – rewolucja zapoczątkowana w nocy z 25 na 26 sierpnia 1830 rozruchami antyrządowymi w Brukseli, która wybuchła pod wpływem rewolucji lipcowej we Francji, pod hasłami obrony swobód obywatelskich i oderwania Belgii od Holandii połączonych w jeden organizm państwowy na kongresie wiedeńskim w 1815. Pierwsze wystąpienia odbyły się w Brukseli pod wpływem emocji wywołanych spektaklem operowym o treści narodowowyzwoleńczej Niema z Portici autorstwa Eugène’a Scribe’a i Germaina Delavigne’a oraz muzyką sporządzoną przez Daniela Aubera. Wzburzony tłum zaatakował budynki rządowe, m.in. siedzibę gubernatora, zdzierając z nich godła państwowe. Początkowo wojsko królewskie nie interweniowało, a miejscowi notable wysłali do króla delegację z prośbą o rozważenie „słusznych skarg”. W odpowiedzi król wysłał do Brukseli następcę tronu, w celu przeprowadzenia rozmów, jednak nie zaopatrzył go w wystarczające pełnomocnictwa. Trzydniowe rozmowy spełzły na niczym. 
Po krótkim czasie rewolucja przerodziła się w powstanie ludowe, a wobec interwencji wojsk holenderskich – w walkę wyzwoleńczą ogarniającą całą Belgię. 
20 września, po zerwaniu rokowań przez króla Niderlandów Wilhelma I, powstańcy zajęli ratusz, lecz nie zdołali utworzyć rządu republikańskiego przez brak kierownictwa. 23 września wojska królewskie pod wodzą następcy tronu wkroczyły do Brukseli. Rozgorzały trzydniowe walki, w których zginęło 500 żołnierzy i 700 powstańców, jednak Holendrom nie udało się zdobyć stolicy. 
27 września, po wyparciu wojsk holenderskich, powstał umiarkowany rząd tymczasowy, który 4 października zadeklarował niepodległość Belgii. 18 listopada 1830 Konstytuanta pod nazwą Kongres Narodowy uroczyście ogłosiła niepodległość Belgii, a dynastię orańską na zawsze wykluczyła z ubiegania się o tron. 
Król nie przerwał działań zbrojnych i dodatkowo jeszcze 5 października zwrócił się o pomoc do mocarstw europejskich, które 15 lat wcześniej przyznały mu tereny Belgii. 
Przed zbrojną interwencją rosyjsko-pruską uratowało Belgię powstanie listopadowe (1830–1831), które wybuchło w Królestwie Polskim.
Zwołana w grudniu w Londynie konferencja mocarstw nie poparła króla. Francja opowiadała się za niepodległością Belgii, mając nadzieję na osadzenie na tronie belgijskim swego protegowanego. Wielka Brytania nie chciała dopuścić do wzmocnienia Francji. Stanęło na wariancie kompromisowym: mocarstwa uznały niepodległość Belgii, ale na tronie osadzono protegowanego Wielkiej Brytanii. Dodatkowo konferencja londyńska ustaliła granice Belgii i ustaliła jej neutralność. 
Niderlandy pogodziły się z tą sytuacją dopiero w 1839 roku, na kolejnej konferencji w Londynie.

## Niema z Portici
Wystawienie w Brukseli pięcioaktowej opery Niema z Portici było katalizatorem wybuchu rewolucji belgijskiej.